# Grupa Armii C
Grupa Armii C (niem. Heeresgruppe C) – jedna z niemieckich grup armii z czasów II wojny światowej. 

## Formowania i walki
Utworzona w sierpniu 1939 roku we Frankfurcie nad Menem jako Dowództwo 2 Grupy Armii. Następnie objęła swym zasięgiem wszystkie wojska niemieckie na zachodzie. Po kampanii wrześniowej jej odcinek ograniczono do południowej granicy francusko-niemieckiej. W czasie działań we Francji przełamała Linię Maginota, po czym skierowano ją do Niemiec. Od kwietnia 1941 roku występowała zamaskowana jako Sztab Odcinku Prus Wschodnich. Z początkiem inwazji Niemiec na ZSRR przemianowana w Grupę Armii Północ.
Ponownie utworzona w listopadzie 1943 roku po inwazji alianckiej na Włochy z dowództwa Luftwaffe, znana też wówczas pod nazwą Naczelne Dowództwo Południowy Zachód. Toczyła walki do 2 maja 1945 roku.

## Dowództwo grupy armii
Dowódcy grupy armii:
- 26 sierpnia 1939-21 czerwca 1941: Wilhelm Ritter von Leeb
- 21 listopada 1943-10 marca 1945: Albert Kesselring
- 10 marca 1945-29 kwietnia 1945: Heinrich von Vietinghoff
- 30 kwietnia 1945-1 maja 1945: Friedrich Schulz
- 1 maja 1945 - kapitulacja: Hans Röttiger

## Struktura organizacyjna
Jednostki armijne
- 639 pułk łączności  (1939 - 1941)
- 598 pułk łączności (1943 - 1945)

Skład w lipcu 1940
- 1 Armia
- 12 Armia
- 2 Armia

Skład w maju 1941
- 18 Armia
- 16 Armia
- 4 Armia Pancerna

Skład w lipcu 1943
- 10 Armia
- 14 Armia

Skład w marcu 1945
- 10 Armia
- 14 Armia
- Armia Liguria